# Новокручининский
Новокручи́нинский — посёлок городского типа в Читинском районе Забайкальского края России. Железнодорожная станция Новая ЗабЖД на Транссибирской магистрали. Расположен на левом берегу реки Ингода.

## История
Первое упоминание о поселении Кручининском встречается в дорожном журнале у Степана Петровича Крашенинникова в 1735 году. Первоначально располагался на реке Кручина. Станция же основана в 1904 году как казачий разъезд № 61, а посёлок при нём назывался Белоглиновкой.
В 1937 году под названием Новокручининский объединились несколько населённых пунктов, в том числе Кручина, Новая и др.
Решением исполкома Читинского областного Совета депутатов трудящихся от 22 января 1958 года населённый пункт Новая Читинского района отнесен к категории рабочих поселков присвоением ему наименования — рабочий посёлок Ново-Кручининский.

## Население
| 1970    | 1979    | 1989    | 2002    | 2009    | 2010    | 2012    | 2013    |
| ------- | ------- | ------- | ------- | ------- | ------- | ------- | ------- |
| 7759    | ↗9375   | ↗11 070 | ↘9817   | ↘9455   | ↗10 166 | ↗10 171 | ↗10 204 |
| 2014    | 2015    | 2016    | 2017    | 2018    | 2019    | 2020    | 2021    |
| ↗10 212 | ↗10 360 | ↘10 255 | ↘10 159 | ↘10 131 | ↘10 128 | ↘10 113 | ↘8917   |

## Предприятия и люди
Крупное предприятие — Оленгуйский лесхоз, который был выделен из Оленгуйского комплексного комбината в 1993 году.

## Разное
Входит в Перечень населённых пунктов Забайкальского края, подверженных угрозе лесных пожаров